# Joannès Drevet
Pour les articles homonymes, voir Drevet.
Jean-Baptiste Drevet, dit Joannès Drevet, né le 25 mai 1854 à Lyon où il est mort le 12 juin 1940  est un artiste peintre et graveur français.
Ses trois grandes périodes artistiques sont l'huile sur toile, de 1879 à 1890, puis l'eau-forte, de 1890 à 1923, et enfin l'aquarelle.

## Biographie
Joannès Drevet est issu d'une illustre famille d'artistes lyonnaise. Son ancêtre Pierre Drevet, le fils et le neveu de celui-ci étaient déjà des graveurs célèbres. Joannès Drevet est le père du graveur Joanny Drevet (1889-1969).
Il naît au 9 quai Tilsitt à Lyon, dans la maison Livet, de parents aisés. Sa mère est lettrée et son père est négociant en métallurgie. Il réalise des études classiques dans un collège privé de la banlieue de Lyon, puis se forme en autodidacte. Son œuvre est notamment influencée par Albert Robida (qui a réalisé des travaux similaires illustrant la ville de Paris) et Gustave Doré.
À l'âge de 13 ans, en 1867, Joannès Drevet trace son autoportrait, qui révèle déjà ses capacités artistiques. Durant sa jeunesse, il mène la vie des grands peintres du XIXe siècle. Il séjourne à Paris en 1864, puis réalise de grands voyages, en Algérie et en Italie. Il visite de nombreuses régions françaises, comme lorsqu’il effectue un volontariat à Bayonne en 1875, et quand il peint à Saint-Maurice-de-Rémens en compagnie de Joseph Darche en 1879.
Il grave sa première eau-forte en 1879. Fortuné de naissance, il peut se consacrer entièrement à son œuvre. En 1881, Joannès Drevet se marie et séjourner un temps à Collioure avec son épouse. De 1880 à 1890, il expose à Lyon des huiles, des dessins et des eaux-fortes représentant des paysages et des marines, avant de se consacrer à la gravure. Il expose au Salon des amis des Arts à Lyon en 1883, 1885 et 1886, puis aux Salons du Grand Palais en 1887 et 1888. En 1887, il demeure quelque temps à Paris avec son épouse, fréquente l’atelier d’Henri Harpignies. Joanny Drevet, son fils, naît en 1889. Ses eaux-fortes représentent principalement des vues de Lyon, ville où se trouve son atelier, et de ses environs.
En 1918, il achète un ancien prieuré nommé « Les Sept Toits » à Chindrieux, en Chautagne, sur les rives du lac du Bourget, où il passe l'été. Joannès Drevet y réalise de nombreuses aquarelles, car en 1923, des troubles de la vue le contraignent à abandonner l'eau-forte. Ses peintures ont également pour modèles des paysages du Lyonnais, du Dauphiné et des Alpes. Les trente dernières années de sa vie sont consacrées presque essentiellement à la peinture de paysages et de marines à l'aquarelle. Il rédige également entre 1854 et 1934 son livre Souvenirs, une autobiographie tirée en 40 exemplaires.
Joannès Drevet meurt en 1940, quai de Bondy où il habitait depuis 1892.Il est enterré au cimetière de Loyasse, allée 54 bis. Son œuvre se compose d'un millier de dessins, deux mille aquarelles, deux mille lavis et deux cents eaux-fortes.

## Œuvres

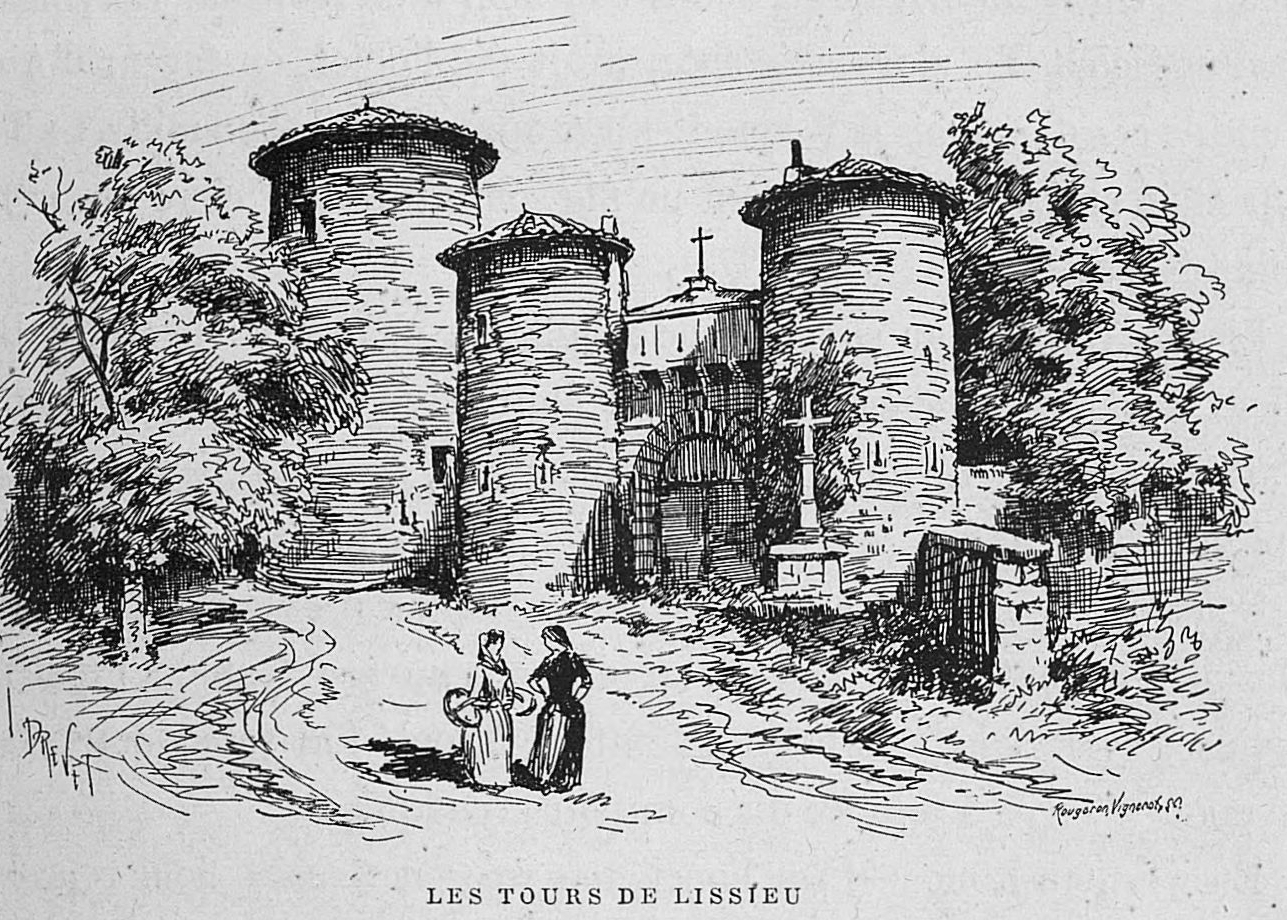
Tours de Lissieu
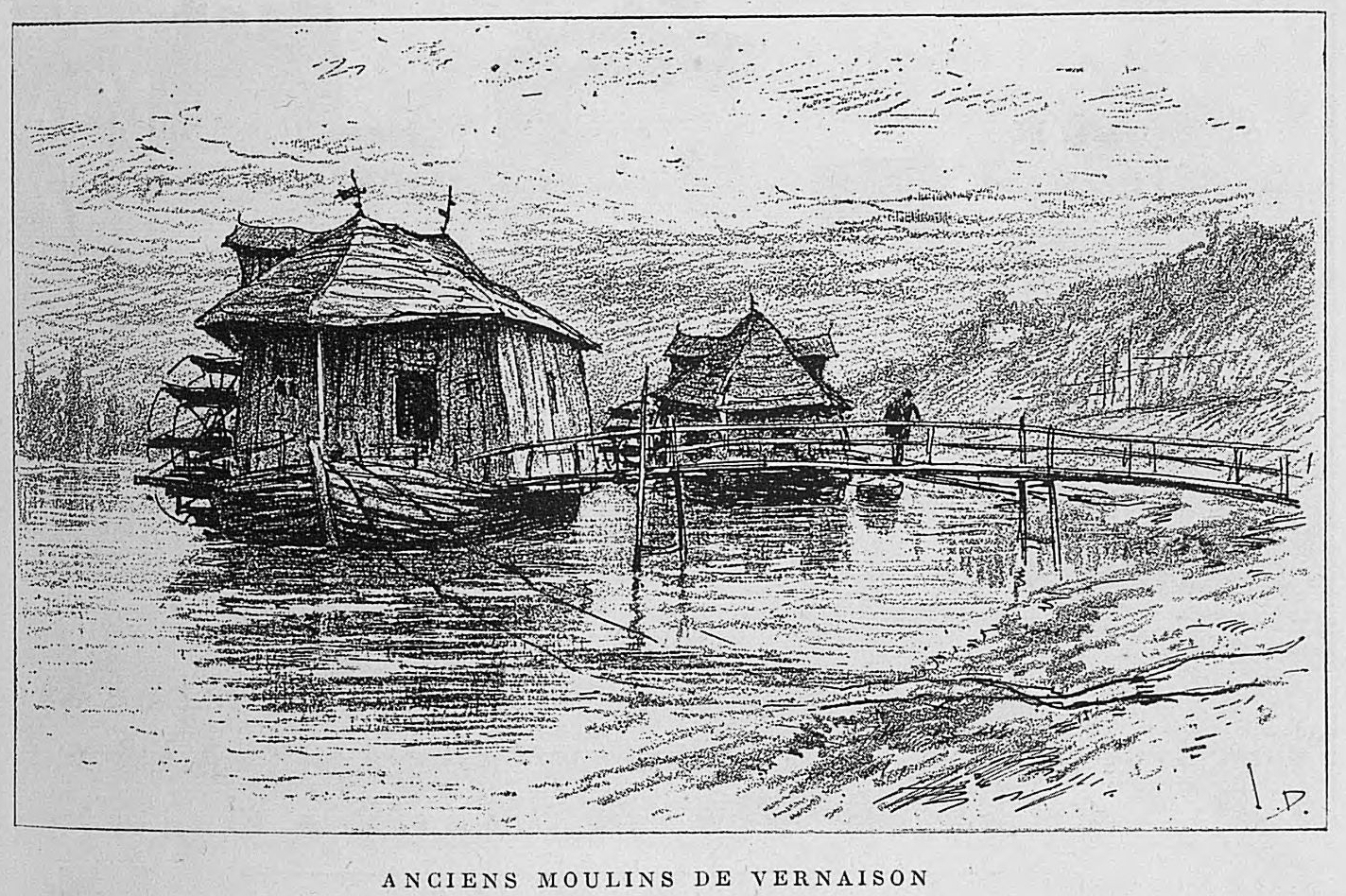
Anciens moulins de Vernaison
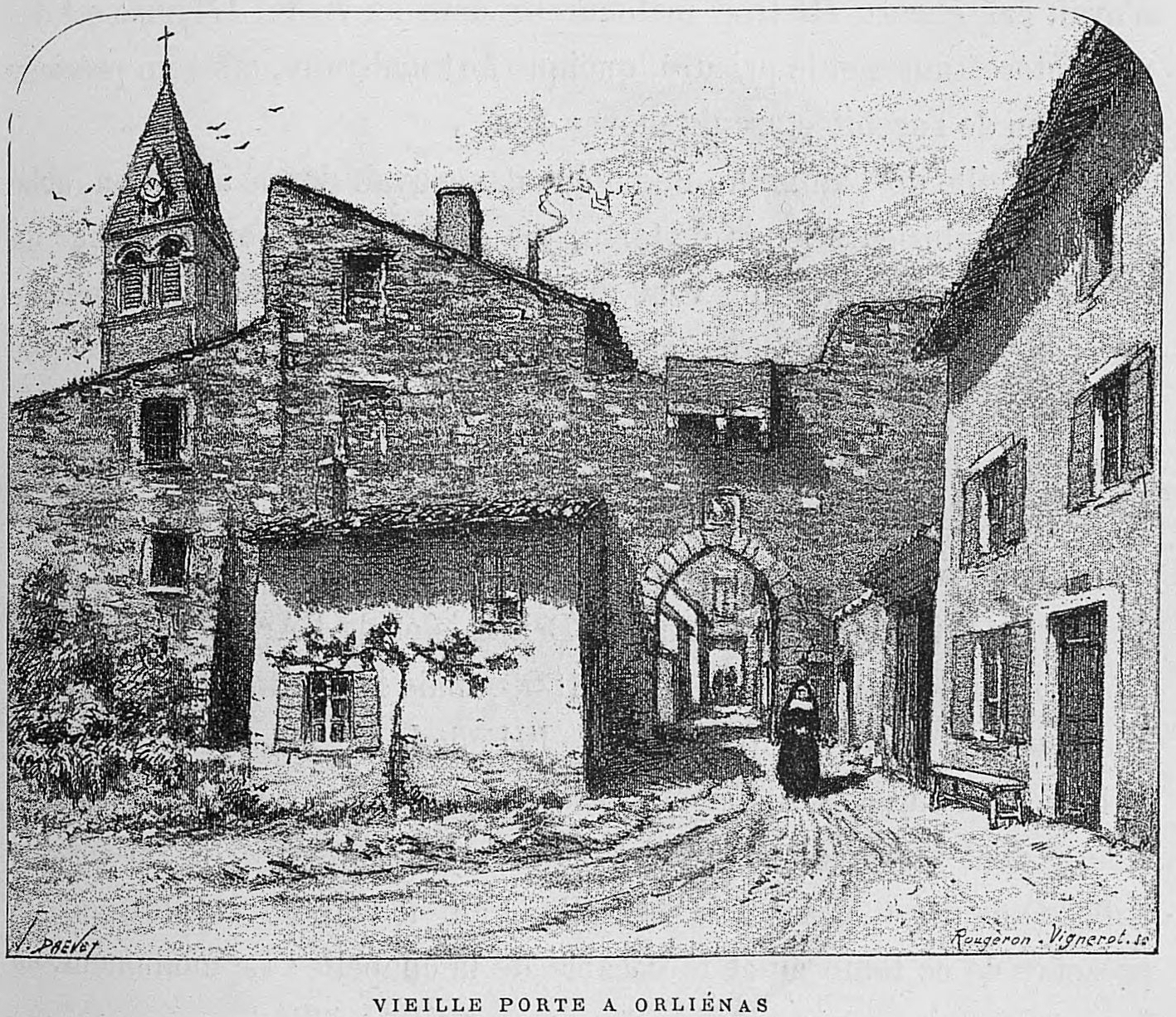
Orliénas
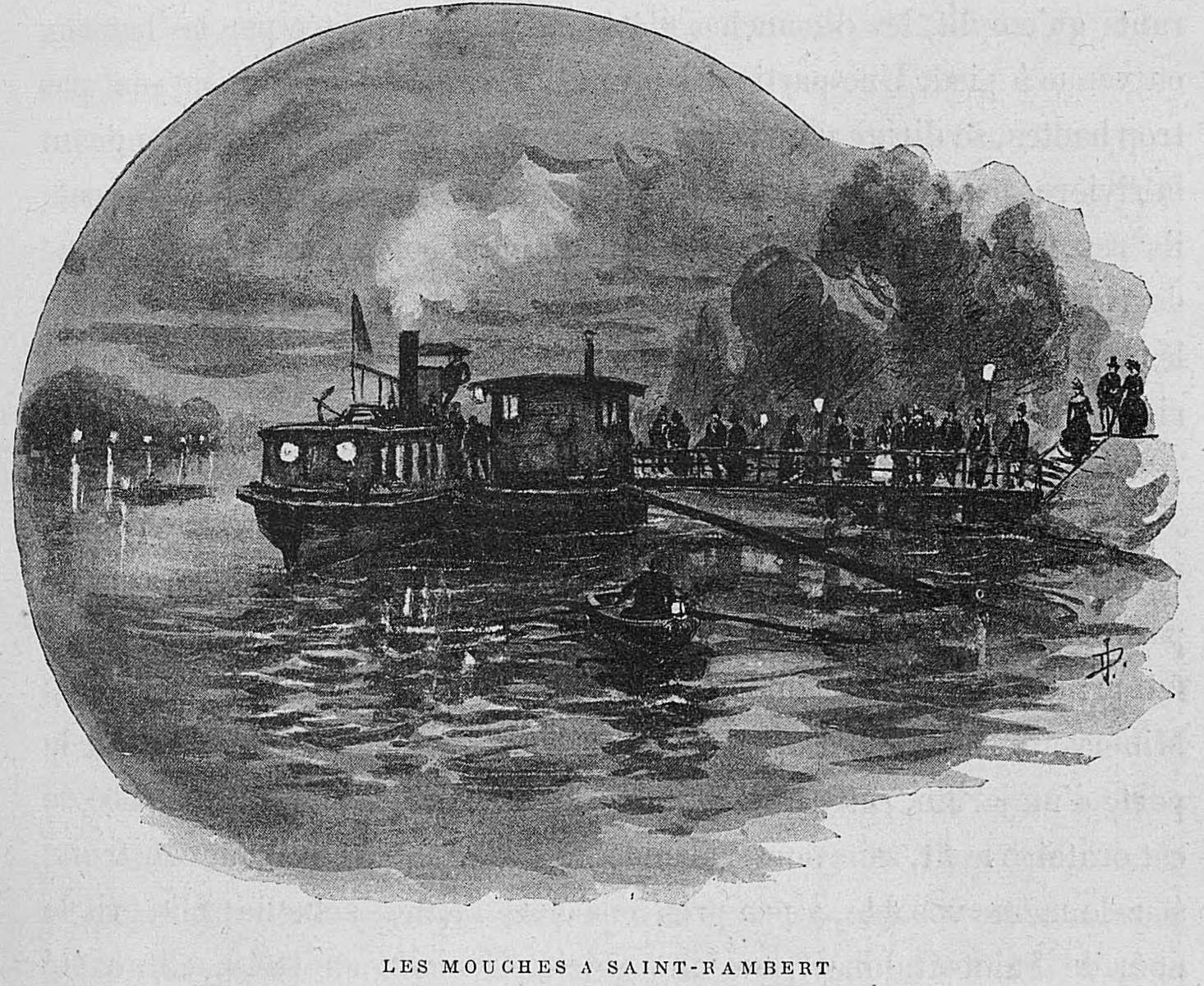
Les Mouches à Saint-Rambert
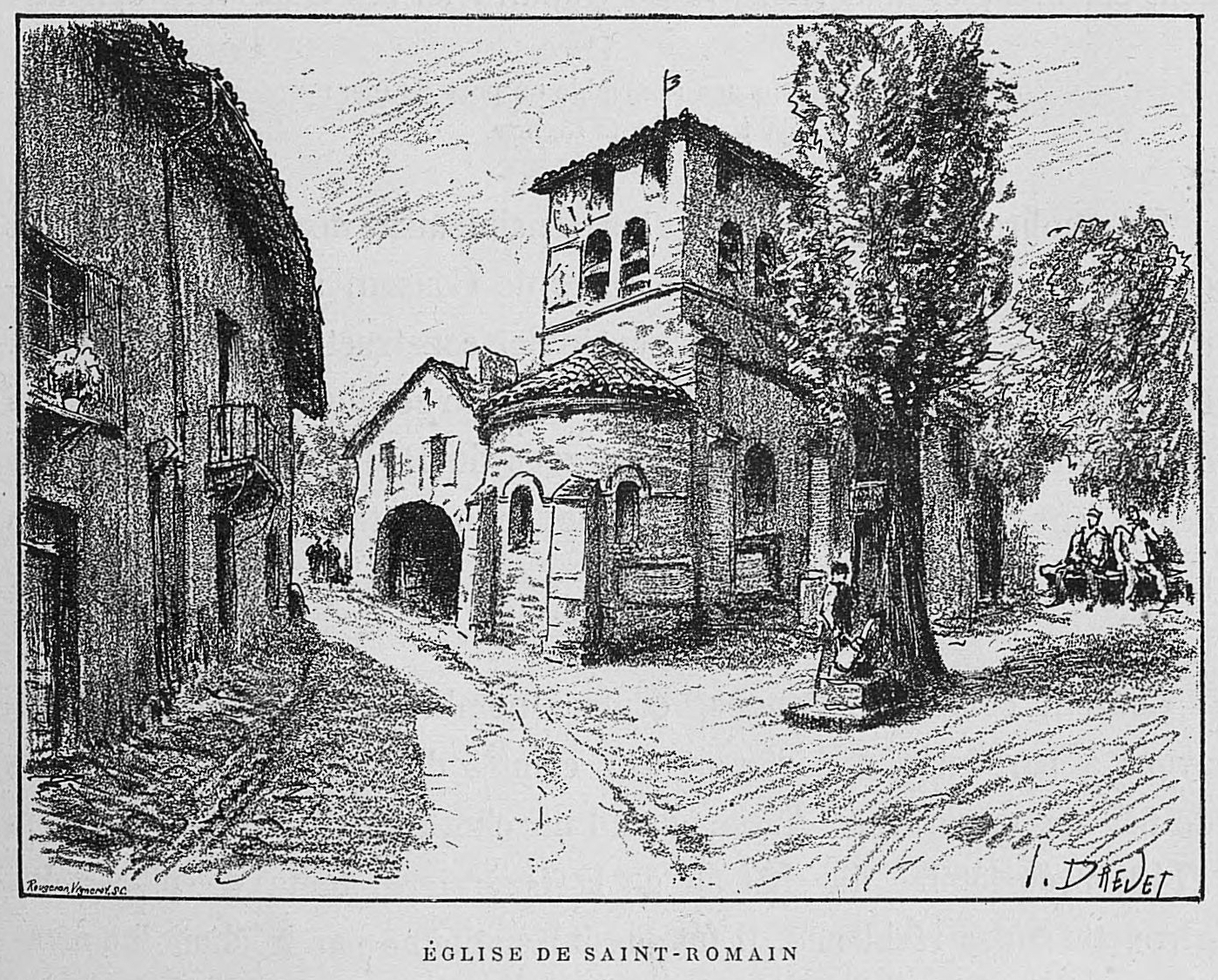
Église de Saint-Romain-au-Mont-d'Or
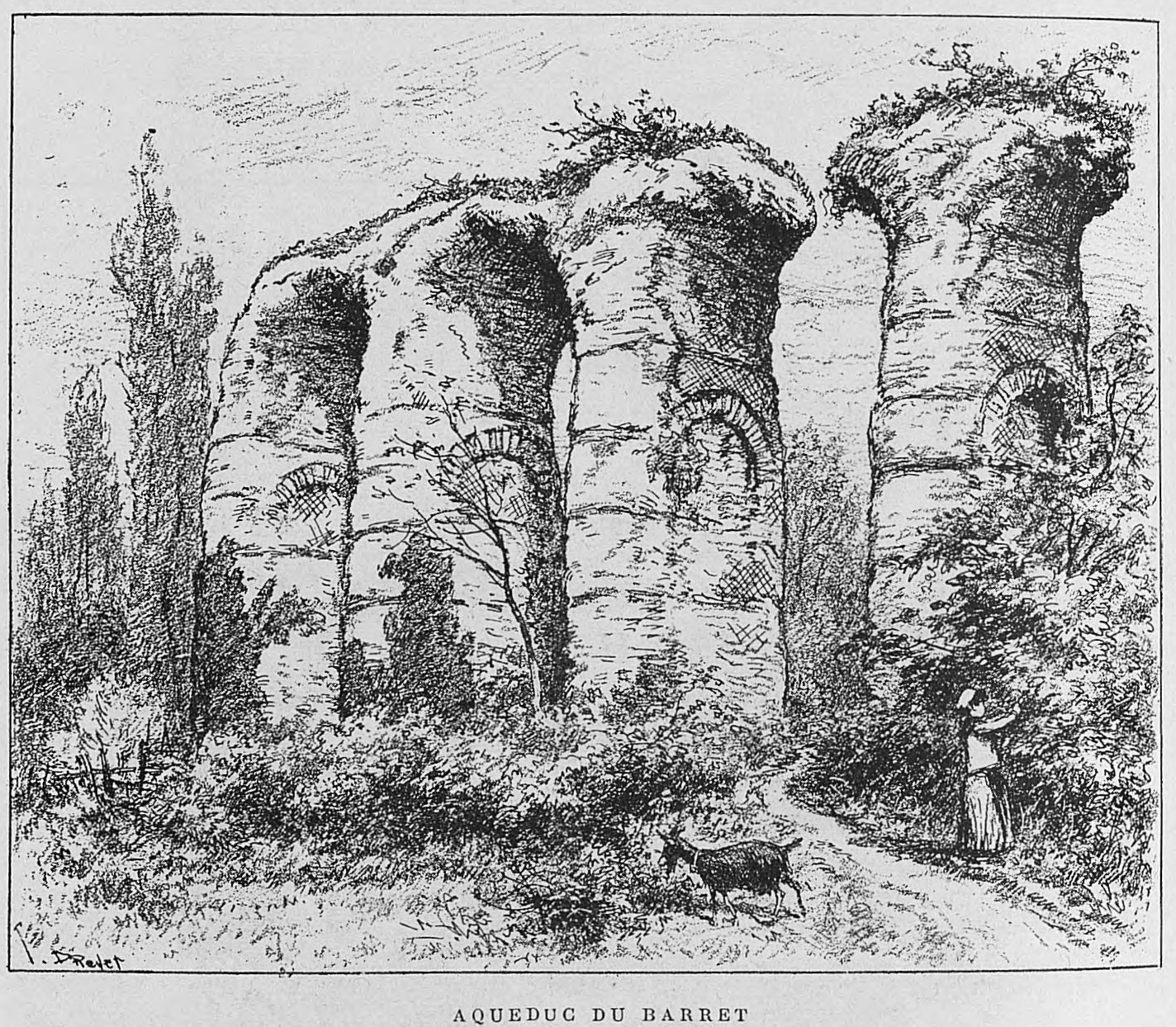
Aqueduc du Barret
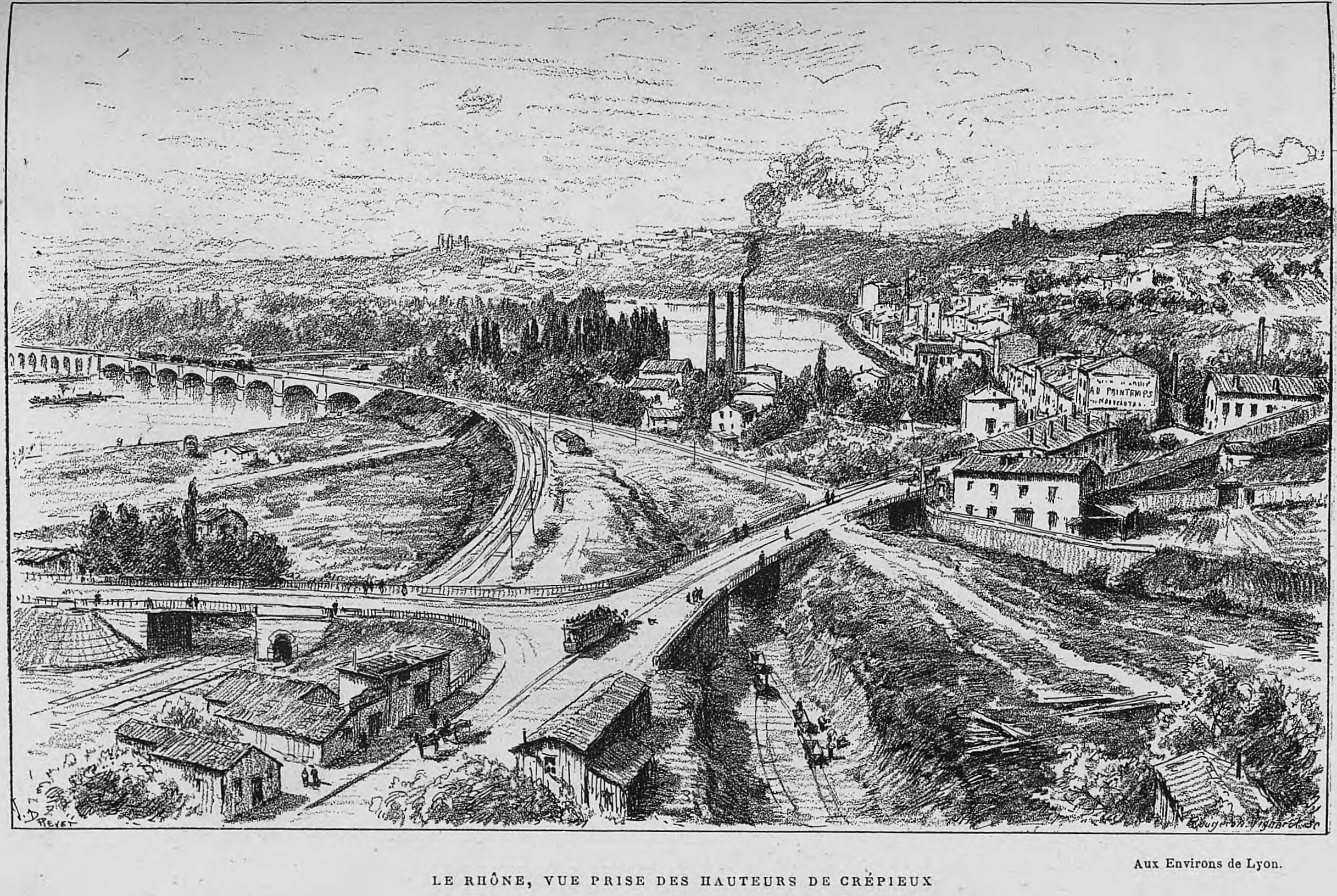
Caluire
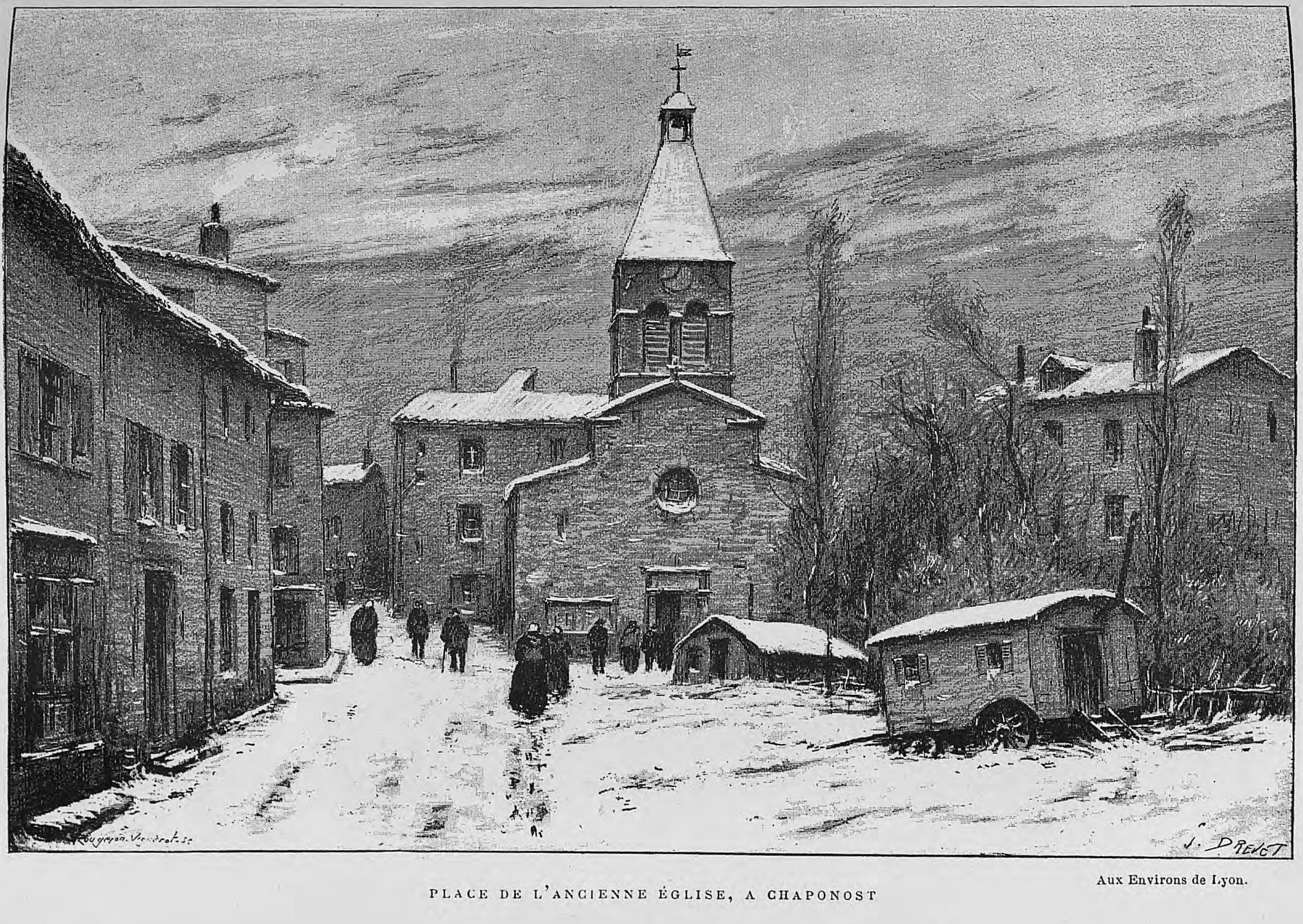
Chaponost
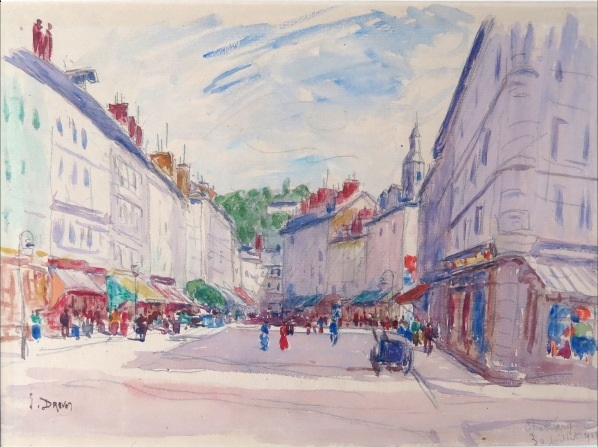
Place Saint-Léger à Chambéry, aquarelle, 1923 (22 x 30 cm)
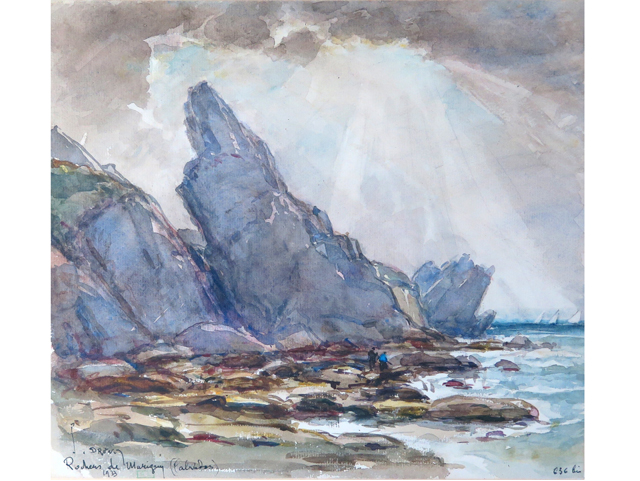
Les Rochers de Marigny, aquarelle, 1923 (25 x 28 cm)
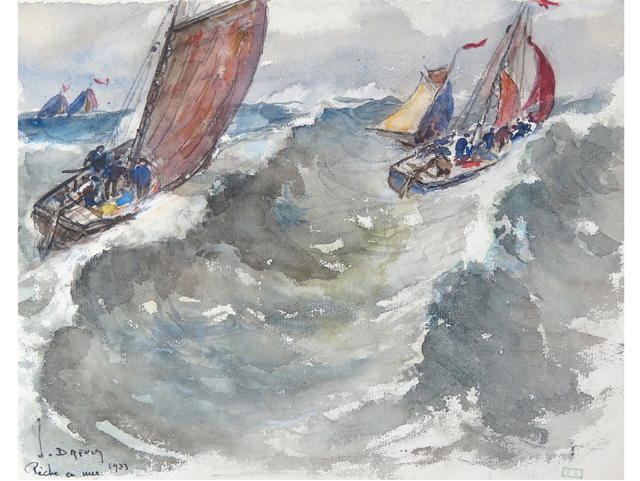
Pêche en mer, aquarelle, 1933 (22 x 28 cm)
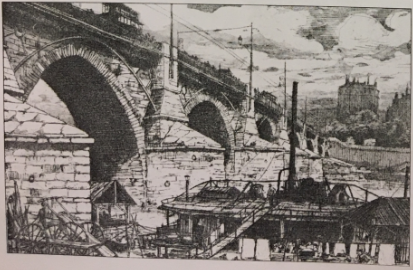
Le pont de la Guillotière en 1905, eau-forte, 1905
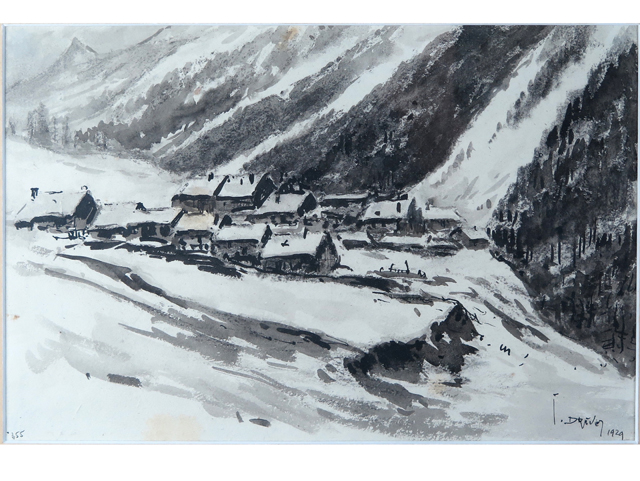
Hameau Savoyard, Lavis d'encre de Chine, 1929 (19 x 28 cm)
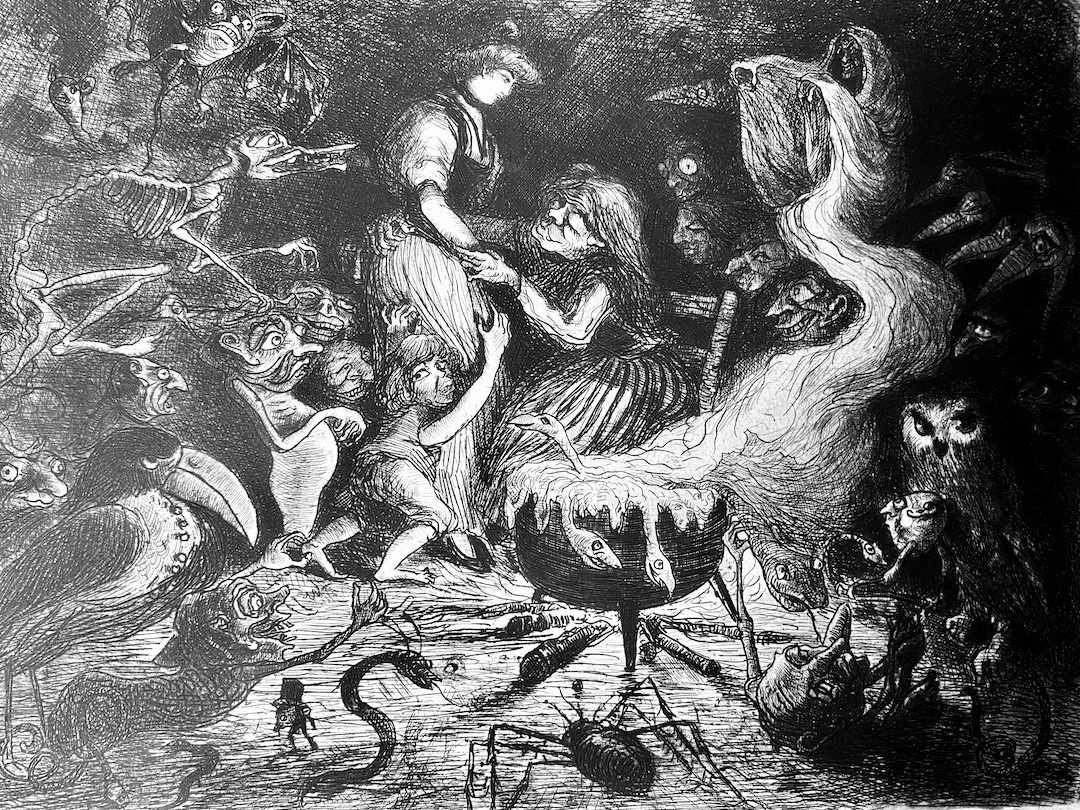
La sorcière, eau-forte

Jean-Baptiste Drevet a notamment illustré les ouvrages d’Emmanuel Vingtrinier : Le Lyon de nos pères (1901) et Vieilles pierres lyonnaises (1911), ainsi que ceux d'Auguste Bleton : À travers Lyon (1889), Lyon pittoresque (1896) et Aux environs de Lyon (1892).
Il a également produit ses propres livres d'illustrations : Eaux fortes lyonnaises, Lyon disparu (1893), Paysages de Lyon (1931) et Lyon qui s’en va (1893).

## Hommages
À Lyon, ville d’origine de Joannès Drevet, une rue à son nom lui rend hommage. Cette rue est l’ancienne rue Sainte-Colombe, dans laquelle se trouvait son atelier. Il existe également des rues qui portent son nom à Vénissieux et à Vaulx-en-Velin.
Joannès Drevet a fait l'objet d'une grande exposition rétrospective à la Bibliothèque municipale de Lyon en mai 1974.
Deux de ses dessins sont entrés en mars 1968 au Cabinet des Dessins du musée du Louvre.